# Cousinia talassica
Cousinia talassica là một loài thực vật có hoa trong họ Cúc. Loài này được (Kult.) Juz. ex Tscherneva mô tả khoa học đầu tiên năm 1962.